# Miguel Muñoz
Miguel Muñoz Mozún (sinh 19 tháng 1 năm 1922 – mất 16 tháng 7 năm 1990 tại Madrid, Tây Ban Nha) là một cầu thủ và huấn luyện viên nổi tiếng người Tây Ban Nha. Ông được xem là huấn luyện viên thành công nhất của Real Madrid. Ông dẫn dắt Real năm 1959 và giai đoạn 1960-1974, đoạt 2 Cúp Vô địch châu Âu, 9 danh hiệu vô đich La Liga, 3 Cúp Tây Ban Nha, 1 Cúp liên lục địa.

## Danh hiệu

### Cầu thủ
Real Madrid
- Cúp C1: 1955–56, 1956–57, 1957–58
- La Liga: 1953–54, 1954–55, 1956–57, 1957–58
- Cup Latin: 1955, 1957

### Huấn luyện viên
Real Madrid
- Cúp C1: 1959–60, 1965–66
- Cúp bóng đá liên lục địa: 1960
- Cúp các câu lạc bộ đoạt cúp bóng đá quốc gia châu Âu 1970–71: Á quân
- La Liga: 1960–61, 1961–62, 1962–63, 1963–64, 1964–65, 1966–67, 1967–68, 1968–69, 1971–72
- Copa del Rey: 1961–62, 1969–70, 1973–74

Đội tuyển quốc gia Tây Ban Nha
- Giải vô địch bóng đá châu Âu 1984: Á quân